# João Mário
João Mário, właśc. João Mário Naval da Costa Eduardo (wym. [ʒuˈɐ̃w ˈmaɾiu]; ur. 19 stycznia 1993 w Porto) – portugalski piłkarz występujący na pozycji pomocnika, były reprezentant Portugalii.

## Kariera klubowa
João Mário grę w piłkę nożną rozpoczynał w FC Porto, jednak w wieku 10 lat przeniósł się (wraz ze starszym bratem Wilsonem) do akademii Sportingu. W drużynie Lwów przeszedł kolejne szczeble piłkarskiego rozwoju (U-11, U-13, U-14, U-15, U-16, U-17, U-19) zdobywając przy tym dwa mistrzostwa Portugalii, w kategoriach do lat 14 i 18.
W grudniu 2011 wraz z innymi młodzieżowcami, Betinho, Tiago Ilorim, João Carlosem i Ricardo Esgaio, znalazł się w kadrze meczowej na spotkanie fazy grupowej Ligi Europy z S.S. Lazio (Sporting już wcześniej zapewnił sobie pierwsze miejsce w grupie). W przegranym 0:2 meczu wszedł na boisko w 75 minucie zmieniając Oguchiego Onyewu.
W sezonie 2012/2013 dołączył do drużyny rezerw, Sportingu B, która występuje na zapleczu portugalskiej ekstraklasy. Wystąpił w 31 meczach (30 w pierwszym składzie), przyczyniając się do zajęcia 4. miejsca w lidze. W lutym 2013 zadebiutował także w ligowym meczu pierwszej drużyny, kiedy pojawił się na boisku w spotkaniu z CS Marítimo. W 2015 roku wystąpił w finałowym meczu pucharu Portugalii w którym Sporting pokonał po rzutach karnych SC Braga. 27 sierpnia 2016, po udanym Euro 2016, został zawodnikiem Interu Mediolan. Zadebiutował w meczu 6 kolejki Serie A rozegranym 11 września 2016 roku przeciwko Pescarze.
Po objęciu drużyny przez trenera Luciano Spallettiego, João Mário zaczął rzadziej pojawiać się na boisku, co zaowocowało wypożyczeniem do West Hamu w dniu 25 stycznia 2018 roku. W Anglii wystąpił w 13 spotkaniach ligowych oraz 1 pucharowym, a także zdobył jedną bramkę w lidze przeciwko Southampton F.C. Ostatecznie po zakończeniu sezonu wrócił do Interu, gdzie rozegrał cały sezon. 
Pod koniec letniego okna transferowego w 2019 roku, zdecydował się na wypożyczenie do Lokomotiwu Moskwa, nie widząc szansy na grę pod wodzą nowego szkoleniowca mediolańczyków, Antonio Conte. W umowie z rosyjskim klubem znalazła się klauzula pierwokupu zawodnika za kwotę 18 milionów Euro.
W październiku 2020 roku został wypożyczony do Sportingu CP.  
13 lipca 2021 podpisał kontrakt z klubem SL Benfica.

## Kariera reprezentacyjna
Urodzony w Porto zawodnik po raz pierwszy w reprezentacji kraju wystąpił w kategorii wiekowej do lat 15. Następnie występował w drużynach U-16 i U-17. Z tą ostatnią wystąpił podczas Euro U-17 w Liechtensteinie w 2010 roku, gdzie jednak Portugalia nie zdołała awansować do fazy pucharowej. João Mário wystąpił w podstawowym składzie we wszystkich trzech meczach swojej drużyny.
We wrześniu 2010 pomocnik zadebiutował w reprezentacji do lat 19, a dwa miesiące później w zespole do lat 18. Najpierw przyczynił się do awansu (udział w 6 meczach eliminacyjnych), a następnie jako kapitan wziął udział w Euro U-19, które odbywało się w Estonii. Portugalia po porażce w decydującym meczu z Grecją nie awansowała dalej. Rok później debiutował w reprezentacji do lat 20, z którą w maju i czerwcu 2013 roku uczestniczył w Turnieju Nadziei w Tulonie. Kilka dni później otrzymał powołanie na Mistrzostwa Świata U-20 w Turcji.
11 października 2014 roku dostał szansę debiutu w seniorskiej reprezentacji Portgualii, kiedy pojawił się na boisku na ostatnich 14 minut towarzyskiego spotkania przeciwko Francji. W 2015 roku znalazł się w kadrze na Mistrzostwa Europy U-21 rozgrywane w Czechach. W pierwszym meczu grupowym przeciwko Anglii zdobył jedyną bramkę w meczu, a Portugalia ostatecznie ukończyła cały turniej na drugim miejscu.
W 2016 roku wraz z reprezentacją Portugalii zwyciężył w turnieju Mistrzostw Europy rozgrywanych we Francji. João Mário wystąpił we wszystkich siedmiu meczach swojej drużyny. 10 listopada 2017 roku zaliczył pierwszego gola dla reprezentacji, po tym jak pokonał bramkarza Arabii Saudyjskiej w trakcie meczu towarzyskiego. Rok później znalazł się w kadrze na Mistrzostwa Świata w Piłce Nożnej 2018. Podobnie jak w trakcie Euro, João Mário wystąpił we wszystkich spotkaniach drużyny, jednak tym razem Portugalia zakończyła udział na 1/8 finału po porażce z Urugwajem.

## Życie osobiste
João Mário ma dwóch braci, którzy również grają w piłkę nożną – Hugona i Wilsona (pierwszy z nich uprawia futsal).